# Bezirk Inčukalns
Der Bezirk Inčukalns (Inčukalna novads) war ein Bezirk im Zentrum Lettlands in der historischen Landschaft Vidzeme, der von 2009 bis 2021 existierte. Bei der Verwaltungsreform 2021 wurde der Bezirk aufgelöst, Inčukalns gehört seitdem zum Bezirk Sigulda, Vangaži zum Bezirk Ropaži.

## Geographie
Das Gebiet lag nordöstlich von Riga an der Pleskauer Chaussee. Hier verläuft die Gauja.

## Bevölkerung
8276 Einwohner (Stand 1. Juli 2014) lebten im gesamten Bezirk Inčukalns. Der Bezirk bestand aus der Gemeinde (pagasts) Inčukalns mit 4437 Einwohnern sowie der Stadt (pilsēta) Vangaži mit 3839 Einwohnern. Inčukalns war Verwaltungszentrum des Bezirks.

## Nachweise
1. ↑  Vides aizsardzības un reģionālās attīstības ministrija (Ministerium für Naturschutz und Regionalentwicklung), Karten und Auflistung der Verwaltungseinheiten, abgerufen am 20. Juli 2021